# 발리스 3부작
발리스 3부작(VALIS trilogy)은 미국의 SF소설가 필립 K. 딕이 실제로 한 신비 체험을 토대로 말기에 집필한 소설 작품을 말한다. 발리스 3부작은 작가 자신의 체험담을 토대로 하지만 자전적인 성격이 강한 발리스, 종교적 SF인 성스러운 침입, 구원의 이야기이자 필립 딕의 유작인 티모시 아처의 환생 순으로 집필되었다.